# Victoria Moroles
Victoria Moroles (Corpus Christi, Texas, 4 de septiembre de 1996) es una actriz estadounidense. Interpretó a Andie en la serie de Disney Channel Liv and Maddie y a Hayden Romero en la serie de MTV Teen Wolf.

## Filmografía
| Año  | Título                        | Rol         | Notas        |
| ---- | ----------------------------- | ----------- | ------------ |
| 2009 | Liberty Lane                  | Wendy       | Cortometraje |
| 2010 | The Wicked Waltz              | Chica       | Cortometraje |
| 2011 | The Faithful                  | Mary        | Cortometraje |
| 2011 | Maddoggin                     | Violet Diaz | Cortometraje |
| 2013 | The First Hope                | Brittany    | Cortometraje |
| 2016 | Is that a Gun in Your Pocket? | Paula       |              |
| 2018 | Down a Dark Hall              | Veronica    |              |

| Año     | Título                         | Rol              | Notas                                                                 |
| ------- | ------------------------------ | ---------------- | --------------------------------------------------------------------- |
| 2012    | CSI: Crime Scene Investigation | Rosa Flores      | Episodio: «Wild Flowers»                                              |
| 2014    | Cloud 9                        | Pia              | Película Original de Disney Channel                                   |
| 2014    | Legends                        | Adolescente      | Episode: «Gauntlet»                                                   |
| 2015–17 | Liv and Maddie                 | Andie Bustamante | 12 episodios                                                          |
| 2015–17 | Teen Wolf                      | Hayden Romero    | 24 episodios                                                          |
| 2016    | Sleep Tight                    |                  |                                                                       |
| 2018    | Here and Now                   | Carla            | 2 episodios                                                           |
| 2022    | Never Have I Ever              | Margot           | Episodio: «...estuve sola con mi novio» e «...hice realidad mi sueño» |